# Jean-André Deluc (Geologe)

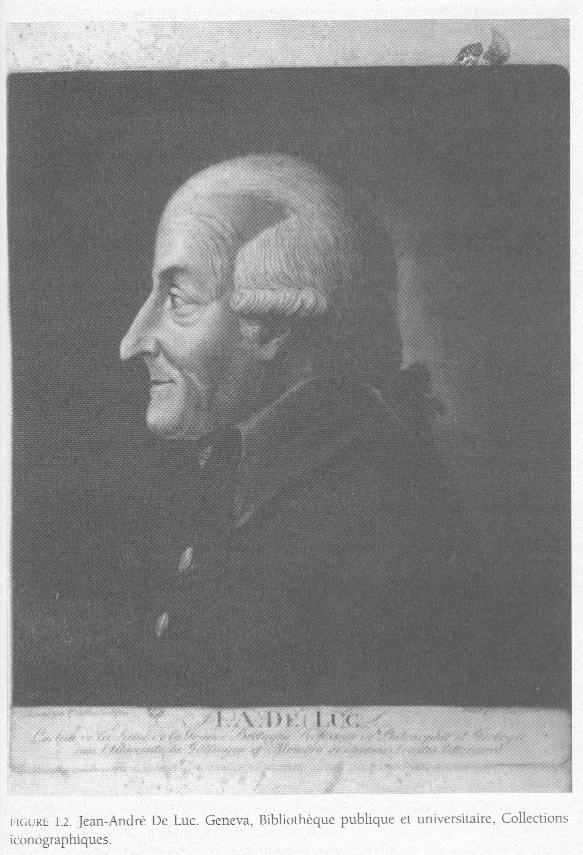
Jean-André Deluc

Jean-André Deluc (auch: Jean-André de Luc; * 8. Februar 1727 in Genf; † 7. November 1817 in Clewer bei Windsor) war ein Schweizer Geologe und Meteorologe. Er war ein Pionier der Stratigraphie in der Geologie.

## Leben
Deluc war der Sohn des wohlhabenden Uhrmachers und Schriftstellers Jacques-François Deluc. Er sollte Kaufmann werden, studierte Naturwissenschaft und Mathematik und begann sich für Geologie und Paläontologie zu interessieren und sammelte Mineralien, Gesteine und Fossilien in den Alpen und dem Schweizer Jura. Bekannt wurde er durch Verbesserungen des Thermometers (wobei er Quecksilber statt Alkohol benutzte), erfand ein Hygrometer aus Elfenbein und baute Barometer. Damit verbesserte er die Barometrische Höhenformel von Edmond Halley.
Er gehörte zu den Mitgliedern der Genfer Volkspartei und wurde 1770 Mitglied des Grossen Rats (Rat der Zweihundert). 1768 war er Gesandter in Bern und Paris. 1774 ging er nach London, wo er Vorleser der Königin von England Sophie Charlotte von Mecklenburg-Strelitz wurde. 1798 wurde er zum Honorarprofessor der Philosophie und Geologie in Göttingen ernannt, lebte aber niemals dort, sondern abwechselnd in Berlin, Hannover, Braunschweig und London.
Er war in wissenschaftliche Dispute mit Horace Bénédict de Saussure (über Barometrie) und James Hutton (über Erosion) engagiert. Die letztgenannte Kontroverse war u. a. durch die gegensätzlichen Positionen der beiden Gelehrten zur Erdgeschichte determiniert. Während Hutton einer der Wegbereiter des Aktualismus war, vertrat Deluc in geologischer Hinsicht eine explizit katastrophistische Sichtweise, wobei er von wiederholten erdgeschichtlichen Revolutionen (kataklysmischen Umwälzungen) ausging.
Er war Fellow der Royal Society, Mitglied der Académie des sciences und seit 1808 auswärtiges Mitglied der Bayerischen Akademie der Wissenschaften. 1815 wurde er zum auswärtigen Mitglied der Göttinger Akademie der Wissenschaften gewählt.
Der Mondkrater Deluc ist nach ihm benannt.

## Werke
- Recherches sur les modifications de l’atmosphère ou théorie des baromètres et des thermomètres (Genf 1772, 2 Bde.; 1784, 4 Bde.; deutsch von Gehler, Leipzig 1776) (Digitalisat band 1), (Band 2), (Band 3), (Band 4)
- Lettres physiques et morales sur les montagnes, et sur l’histoire de la terre et de l’homme  6 Bände. Den Haag 1778–1780. (Digitalisat Band 1), (Band 2), (Band 3), (Band 4), (Band 5)
- Idées sur la metéorologie. Spilsbury, London 1786. (Digitalisat Band 1), (Band 1,2)
- Nouvelles idées sur la météorologie. 2 Bände. Paris 1787. Deutsch von Wittekopp. Nicolai, Berlin/Stettin 1787. (Digitalisat Band 1), (Band 2)
- Lettres à Blumenbach sur l’histoire physique de la terre (Paris 1798)
- Lettres à Lamétherie, in: Journal de Physique, Paris 1790 bis 1793
- Introduction à la physique terrestre par les fluides expansibles.2 Bände. Duchesne, Paris 1803. (Digitaliat Band 1), (Band 2)
- Voyage géologique dans le Nord de l’Europe (London 1810, 3 Bde.)
- Voyage géologique en Angleterre (1811, 2 Bde.)
- Voyages géologiques en France, en Suisse et en Allemagne (1813, 2 Bde.)